# ديفيد كاريك
ديفيد كاريك (بالإنجليزية: David Carrick)‏ هو لاعب كرة قدم بريطاني، ولد في 5 ديسمبر 1946 في Evenwood ‏ في المملكة المتحدة، وتوفي في 1 يوليو 1989 في منسفيلد ‏ في المملكة المتحدة. لعب مع بريستون نورث إيند وبورت فايل وماكليسفيلد تاون ونادي ألترينتشام ونادي روتشديل ونادي ريكسهام ونادي ستاليبريدج سيلتيك ونادي ويتون ألبيون ووولفرهامبتون واندررز.